# Tenharins
Tenharins é o exônimo pelo qual são conhecidos três grupos indígenas que vivem atualmente na região do curso médio do rio Madeira, no sul do Amazonas - mais precisamente nas Terras Indígenas Tenharim do Igarapé Preto e Tenharim/Marmelos. Os três grupos pertencem a um conjunto mais amplo de povos autodenominados Kagwahiva - palavra que significa "nós", "a gente" e também pode ser grafada nas formas Cavahiba, Cabaiba, Cabahiba, Kawahib, Kagwahív etc. -, que falam a mesma língua, pertencente à família linguística tupi-guarani.
O grupo do rio Sepoti originou-se do grupo do rio Marmelos. Já o grupo do igarapé Preto parece não ter origem comum com os outros dois, mas é um antigo aliado do grupo do rio Sepoti.
Há poucos remanescentes de grupos Kagwahiva. Além dos tenharins do rio Marmelos, dos tenharins do Igarapé Preto e dos tenharins do rio Sepoti, há também os Parintintins e os Jiahuis (também chamados Diahois). Mas até a década de 1920, todos os povos Kagwahiva eram referidos como parintintins. Todos habitam, ainda hoje, a região sul do Estado do Amazonas. Além desses grupos,  também são considerados Kagwahiva os Uru-eu-wau-wau, os Amondawa, os Karipuna e os Juma. Os três primeiros vivem na região do alto Madeira, em Rondônia, e o último, na região  do rio Purus, no Amazonas.
No passado, os Tenharins e os Parintintins eram também chamados "bocas-pretas". As denominações Bocas-Negras, Bocas-Pretas, Cautários, Sotérios e Cabeça-Vermelha, encontradas na historiografia, relacionam-se com a localização desses grupos no espaço geográfico ou com semelhanças culturais e linguísticas entre os vários grupos Kagwahiva.

## Conflitos e ameaças à Terra Indígena Tenharim/Marmelos
Em 25 de dezembro de 2013, na cidade de Humaitá, a população local protestou violentamente contra o desaparecimento de três homens - supostamente sequestrados e mortos por indígenas da TI Tenharim/Marmelos em represália à morte do cacique da aldeia Campinho, Ivan Tenharim, depois de ser atropelado por uma motocicleta, na Transamazônica. Houve também ameaças de invasão à Terra Indígena, onde os índios ficaram acuados e isolados. Em meio ao protesto, o prédio da Funai foi incendiado, bem como vários carros e o barco pertencentes ao órgão. Os nove servidores da Fundação foram retirados da cidade.
No dia 27 de dezembro, cerca de 300 não índios invadiram as aldeias, localizadas nos municípios de Manicoré e Humaitá, a 675 quilômetros de Manaus. Os invasores se dividiram em carros e caminhonetes, passaram pela aldeia Mafuí, atearam fogo em casas e destruíram um pedágio informal criado pelos índios no quilômetro 145 da rodovia Transamazônica (BR-230).

Desde 2006, os Tenharim e os Jiahui estavam cobrando  pedágio no trecho de 120 quilômetros que liga a cidade de Humaitá à Vila de Santo Antônio do Matupi, em Manicoré (a 322 quilômetros de Manaus). Os indígenas recorreram a esse expediente por não terem recebido, até então, nenhuma compensação financeira pelos danos que sofreram em decorrência da construção da Transamazônica. Em 15 de janeiro de 2014, o Ministério Público Federal no Amazonas ingressou com uma ação na Justiça Federal visando o pagamento de uma indenização de R$20 milhões aos Tenharim e aos Jiahui, em razão de danos ambientais, socioculturais e morais coletivos, permanentes, causados pela construção da rodovia.
Os corpos dos três homens  desaparecidos desde 16 de dezembro de 2013 só foram encontrados no início de fevereiro de 2014, em uma cova na Terra Indígena Tenharim/Marmelos. Houve protestos por parte da população das cidades, com pedidos de justiça, durante os funerais. Cinco índios Tenharim foram considerados suspeitos e detidos pela Polícia Federal : Gilvan e Gilson Tenharim, filhos do cacique  Ivan Tenharim; o cacique da aldeia Taboca, Domiceno Tenharim; o professor municipal Valdinar Tenharim e o agente de saúde federal Simeão Tenharim, ambos da aldeia Marmelos, foram acusados  de sequestro, homicídio e ocultação de cadáveres. Todos negam as acusações.
Em 18 de fevereiro, a Justiça determinou que a União e a Funai indenizassem os indígenas pelos danos sofridos. A terra indígena Tenharim Marmelos teve o seu processo de demarcação concluído em 1996, e a Terra Indígena Jiahui teve a demarcação homologada  em 2004. Os Tenharim, atualmente, totalizam 962 indivíduos (737 na TI Tenharim Marmelos, 137 na TI Tenharim do Igarapé Preto e 88 na TI Sepoti), enquanto os Jiahui totalizam 98 pessoas.